# Вільгельм Рамзай
Вільгельм Рамзай (20 січня 1865 — 6 січня 1928) — фінсько-шведський геолог. У 1914 році він став членом Королівської шведської академії наук, а в 1915 році був прийнятий до Королівського фізикографічного товариства в Лунді. Він ввів терміни Фенноскандія (1900) і Йотнські відкладення (1909). Рамзі також ввів термін ійоліт.
Разом із Якобом Седерхольмом Рамзі був учнем Фредріка Йохана Війка. Пентті Ескола був учнем Рамзі.

## Публікації
- Geologische Beobachtungen auf der Halbinsel Kola. In: Fennia 3 (1890), Nr. 1
- Beskrifting till kartbladen no. 19 och 20, Hogland och Tytärsaari, 1891, Erläuterungsbericht zur Geologische Karte von Finnland, 1:200.000, Blatt 19 und 20
- Geologins grunder. Helsingfors 1909
- Carte bathymetrique de Golfe de Finlande et du lac Ladoga. Atlas de Finlande 1910, Feuille No. 11, texte explicatif. In: Fennia 30 (1911), Nr. 1
- Geologins grunder 1. 2. Auflage, Helsingfors 1912
- Geologins grunder 2. 2. Auflage, Helsingfors 1913
- Fennoskandias ålder. In: Fennia 40 (1917), Nr. 4